# Дрофа (Хабаровский край)
Дрофа́ — село в районе имени Лазо Хабаровского края России.
Входит в Кондратьевское сельское поселение.

## География
Село Дрофа стоит на правом берегу реки Хор между посёлком База Дрофа и посёлком Хор.
Село Дрофа — спутник посёлка Хор.

## Население
| 1992 | 2002 | 2010 | 2011 | 2012 | 2021 |
| ---- | ---- | ---- | ---- | ---- | ---- |
| 580  | ↗616 | ↘615 | ↘614 | ↘605 | ↘518 |

## Экономика
Жители занимаются сельским хозяйством и работают в пос. Хор.